# Josep Maria Monferrer i Celades
Josep Maria Monferrer i Celades   (Benassal, 21 d'abril de 1942) és un historiador i activista cultural català. Va fer estudis de magisteri, pedagogia i teologia a Salamanca i de filosofia a Navarra, sempre vinculat amb els escolapis.
Molt implicat en la participació social i l'alfabetització dels veïns del Barri de la Mina, el 1966 va participar en la fundació de les Escoles Pies de Pequin a l'antic Castell del Camp de la Bota, de caràcter democràtic i amb una metodologia pròpia, adaptada a les necessitats de la seva població. També va acollir una escola nocturna per adults, l'escola gitana Chipén Talí, el parvulari i l'escola d'artesania.
El 1985, amb només 33 anys, va ser escollit director de l'escola Tirso de Molina, la primera escola del barri de la Mina.
Destaca també per la conservació de la història local a través de l'Arxiu Històric del Camp de la Bota i de la Mina, que va fundar i dinamitzar. La seva tasca d'investigació s'ha materialitzat entre d'altres amb el Parapet de les Excutades i Executats, instal·lat al Parc del Forum. Un dels seus projectes educatius ha estat la creació de l'Arxiu Històric del Camp de la Bota i de la Mina, el qual gràcies a la participació directa de molts veïns i veïnes.
El 2020 va ser guardonat amb el Premi Creu de Sant Jordi.
Ha estat autor de diversos llibres, entre els quals:
- El Camp de la Bota. Un espai i una història (2012)
- La història de Sant Adrià llegida des de la Mina (2013)
- Història del barri de la Mina 1969-2000 (2014)
- El Pla de Transformació de la Mina 2000-2015 (2016).